# 2005 CE81
2005 CE81, também escrito como 2005 CE81, é um objeto transnetuniano que está localizado no Cinturão de Kuiper, uma região do Sistema Solar. Este corpo celeste é classificado como um cubewano. Ele possui uma magnitude absoluta de 7,4 e tem um diâmetro estimado com 146 km.

## Descoberta
2005 CE81 foi descoberto no dia 10 de fevereiro de 2005 pelo astrônomo B. Gladman.

## Órbita
A órbita de 2005 CE81 tem uma excentricidade de 0,053 e possui um semieixo maior de 42,999 UA. O seu periélio leva o mesmo a uma distância de 40,723 UA em relação ao Sol e seu afélio a 45,275 UA.